# نقد الماركسية

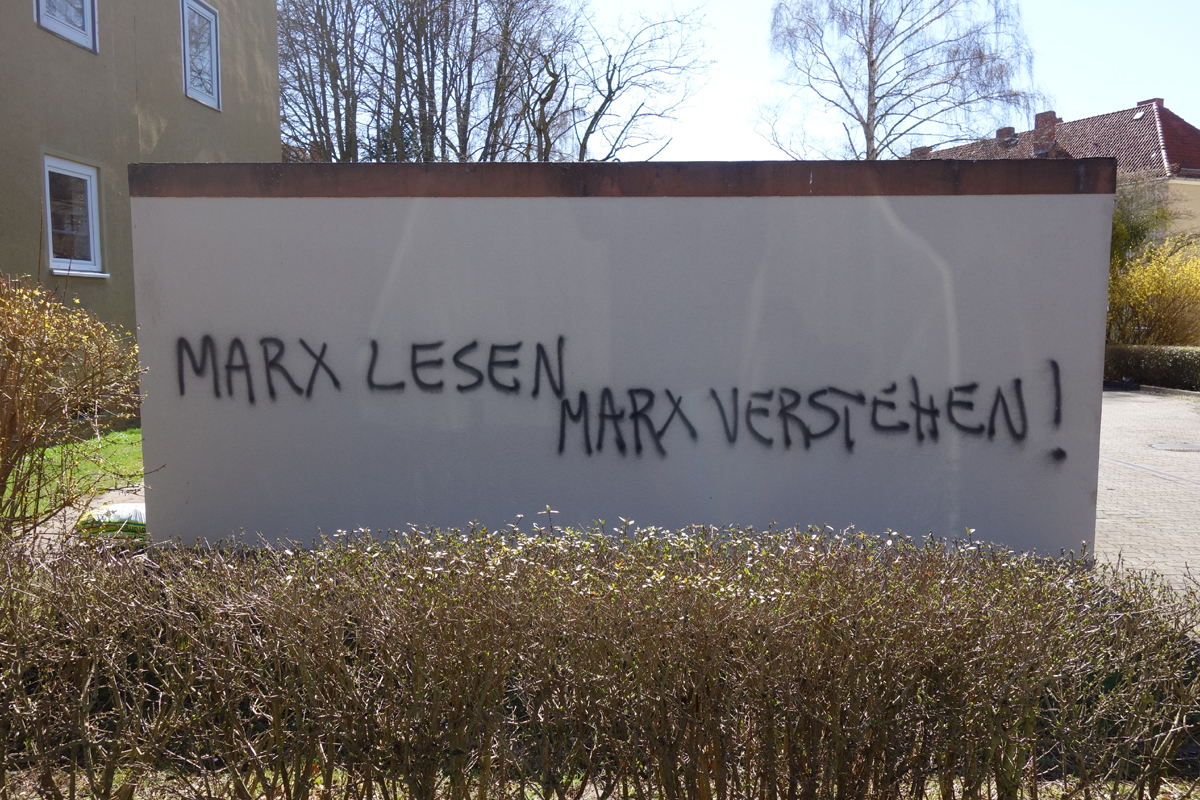
الكتابة على الجدران على جدار المرآب في غوتنغن: قراءة ماركس فهم ماركس

ينصبّ النقد على الماركسية من عدة اتجاهات أيديولوجية سياسية وتخصصات أكاديمية، بما في ذلك الانتقادات العامة الموجهة للماركسية بخصوص غياب الاتساق الداخلي، والنقد المتعلق بالمادية التاريخية، بوصفها حتمية تاريخية، ووجوب قمع الحريات الفردية، والمسائل المتعلقة بتطبيق الشيوعية، والقضايا الاقتصادية مثل تشويه وغياب مؤشرات الأسعار والمحفزات القليلة. إضافة إلى ما تقدم، عادةً ما تُطرح مشاكل الأدلة التجريبية والإبستمولوجية في صميم الماركسية.

## النقد العام
يرفض الاشتراكيون الديمقراطيون والديمقراطيون الاجتماعيون فكرة أن المجتمعات لا يمكنها تحقيق الاشتراكية إلا عبر الصراع الطبقي والثورة العمالية. ويرفض العديد من الأناركيين فكرة الحاجة إلى مرحلة الدولة الانتقالية. كما رفض بعض المفكرين أساسيات النظرية الماركسية مثل المادية التاريخية ونظريات قيمة العمل، ووجهوا انتقاداتهم للرأسمالية، ونادوا بالاشتراكية عبر نظريات أخرى.
يقرّ بعض أنصار الماركسية من المعاصرين بصلاحية العديد من جوانب الفكر الماركسي، ولكنهم يعتقدون أن المدوّنة الماركسية يشوبها النقص أو لا تصلح للإحاطة ببعض الجوانب المعاصرة في النظرية الاقتصادية، والسياسية، والاجتماعية. لهذا قد يلجؤون إلى مزاوجة بعض المفاهيم الماركسية بأفكار منظّرين من أمثال ماكس فيبر -ومدرسة فرانكفورت هي خير مثال على هذا الاتجاه.
كتب المؤرخ بول جونسن قائلاً: «في الواقع إن أبسط تمحيص في توظيف ماركس للدليل، سيدفع بالمرء إلى التشكيك بصحة كل ما كتب متعلقًا بالمعطيات الواقعية». يذكر جونسن مثالًا: «كامل الفصل الثامن من كتاب رأس المال هو عبارة عن تزوير منهجي ومقصود يهدف إلى إثبات فرضية لا تثبت صحتها عند إخضاعها لتمحيص موضوعي للحقائق«.
ما تزال المادية التاريخية واحدة من الأركان الفكرية للماركسية، وتفترض أن القفزات التكنولوجية في وسائل الإنتاج تؤدي حتمًا إلى حدوث تغييرات في العلاقات الاجتماعية للإنتاج. هذا «البنية التحتية» الاقتصادية للمجتمع تتأثّر وتؤثّر في «البنية الفوقية» الأيديولوجية التي تشمل الثقافة، والدين، والسياسة، وجميع جوانب الوعي الاجتماعي الإنساني. بالنتيجة تبحث المادية التاريخية عن أسباب التطور والتغيير في تاريخ البشرية في العوامل الاقتصادية، والتقنية، وبشكل أعم، المادية، وتبحث في صراعات المصالح المادية بين القبائل، والطبقات الاجتماعية، والدول.

## المادية التاريخية
ينظر ماركس إلى القانون، والسياسة، والفنون، والآداب، والأخلاق، والدين باعتبارها العناصر المشكّلة للبنية الفوقية وانعكاسًا لقاعدة المجتمع الاقتصادية. ردّ الكثيرون من منتقدي ماركس بأن ذلك تبسيط مخلّ لطبيعة المجتمع، ويقولون إن تأثير الأفكار، والثقافة، وغيرها من العوامل المهيئة لما سمّاها ماركس البنية الفوقية هي بذات أهميّة قاعدة المجتمع الاقتصادية، إلّم تفُقها أهمية. على الرغم مما سبق، فإن الماركسية لا تدّعي أن القاعدة الاقتصادية للمجتمع هي العنصر المهيمن في المجتمع، كما يتضح في الرسالة أدناه التي كتبها فريدريك إنجلز، ذي الإسهامات الغزيرة في الماركسية:
«وفقاً للمفهوم المادي للتاريخ، فإن العنصر الحاسم في التاريخ أولًا وأخيرًا هو إنتاج وإعادة إنتاج الحياة الحقيقية. وأيّما زيادة في هذا المعنى، لم تبدر مني ولا من ماركس. لهذا، فإن حرّف أحدهم هذه المقولة ليجعلها تعني أن العنصر الاقتصادي هو العنصر المهيمن، فإنه ينقل معنى تلك الفرضية إلى عبارة مجرّدة، سخيفة، وغير ذات معنى».
ومع ذلك، تتأتى ثمة مشكلة ههنا في الماركسية. فإذا سلّمنا بتأثير البنية الفوقية على القاعدة، تنتفي حينها الحاجة لتأكيدات ماركس المستمرة أن تاريخ المجتمع هو تاريخ الصراع الطبقي. وهذا يُحيل الأمر برمّته إلى معضلة الدجاجة والبيضة، فيما إذا كانت القاعدة تأتي أولًا أم البنية الفوقية. يقترح بيتر سنجر طريقة لحلّ هذا الإشكال عبر فهم فكرة أن ماركس اعتبر القاعدة الاقتصادية حقيقية في نهاية الأمر. اعتقد ماركس أن السمة المميزة للبشرية هي وسائل الإنتاج، وهكذا فإن السبيل الوحيد للفرد للانعتاق من الطغيان لا يكون سوى بالسيطرة على وسائل الإنتاج. وفقًا لماركس، يمثل هذا الهدف من التاريخ البشري، وتعمل عناصر البنية الفوقية بوصفها أدوات للتاريخ. حتى لو كانت قراءة سنجر لبداهات ماركس عن «هدف التاريخ» متّسقة مع مقصد ماركس الأصلي، فهي لا تثبت بالضرورة صحة وجهة النظر تلك.
انتقد موراي روتبارد المادية التاريخية كذلك، ذاكرًا زعْم ماركس أن «قاعدة» المجتمع (أي، علاقاته الاجتماعية والتقنية) تحدد «وعيه» في البنية الفوقية، ولكن، بالاعتماد على حجج لودفيغ فون ميزيس، يفيد روتبارد أن الوعي البشري هو ما يحفّز تطور العلاقات الاجتماعية والتقنية. يجادل روتبارد أن ماركس يتجاهل كيفية نهوض القاعدة، وهو ما يُشوش على حقيقة أن الطريق العفوي ينطلق من البنية الفوقية باتجاه القاعدة، نظرًا لتحديد البشر التطورات الاجتماعية والتقنية التي يرغبون في تحقيقها. يقتبس روتبارد فون ميزيس الذي قال: «بإمكاننا تلخيص المبدأ الماركسي كما يلي: في البداية، توجد «القوى الإنتاجية المادية»، أي، العدّة التقنية للجهود الإنتاجية البشرية، الأدوات والآلات. لا يجوز التساؤل مطلقًا عن مصدر؛ فهي موجودة، وكفى؛ وعلينا افتراض أنها قد هبطت من السماء».

## الحتمية التاريخية
اعتُبرت نظرية ماركس في التاريخ شكلًا من أشكال الحتمية التاريخية المرتبطة باعتماده على المادية الجدلية بوصفها آلية داخلية لتحقيق التغيير الاجتماعي. كتب ماركس قائلًا:
«في مرحلة ما من مراحل التطور، تصطرع القوى الإنتاجية المادية للمجتمع إما مع علاقات الإنتاج القائمة –ويعبّر هذا بشكل صرف عما يجري بلغة قانونية- أو مع علاقات الملكية ضمن الهيكل الذي عملت ضمن حدوده حتى ذلك الحين. تتحول هذه العلاقات من أشكال لتطور القوى الإنتاجية إلى قيود عليها. ثم تحلّ فترة من الثورة الاجتماعية. تؤدي التغييرات في الأساس الاقتصادي عاجلًا أم آجلًا إلى تحوّل يطال البنية الفوقية بأسرها».
ظهر مفهوم الديالكتيك من حوارات الفلاسفة الإغريق، ولكنه طُرح على يد غيروغ فيلهيلم فريدريش هيغل في أوائل القرن التاسع عشر باعتباره هيكلًا للقوى المتصارعة عادةً ضمن التطور التاريخي. ارتبطت الحتمية التاريخية بأسماء مثل أرنولد توينبي وأوسفالد شبنغلر، ولكن في وقتنا الحاضر لم يعد هذا الاتجاه الفكري يلقى رواجًا يُذكر.
يذكر تيري إيغلتون أن كتابات ماركس «لا يجب أن تُفسّر بمعنى أن كل شيء حدث في العالم إنما هو صراع طبقي. بل تعني أن الصراع الطبقي هو عنصر جوهري في التاريخ البشري».
يعتقد الأكاديمي بيتر ستيلمان أن موقف ماركس المؤمن بالحتمية إنما هو «خرافة». حذر فريدريك إنغلز نفسه من فهم أفكار ماركس باعتبارها حتميّة، وقال: «وفقاً للمفهوم المادي للتاريخ، فإن العنصر الحاسم في التاريخ أولًا وأخيرًا هو إنتاج وإعادة إنتاج الحياة الحقيقية. وأيّما زيادة في هذا المعنى، لم تبدر مني ولا من ماركس. لهذا، فإن حرّف أحدهم هذه المقولة ليجعلها تعني أن العنصر الاقتصادي هو العنصر المهيمن، فإنه ينقل معنى تلك الفرضية إلى عبارة مجرّدة، سخيفة، وغير ذات معنى». وفي مناسبة أخرى، لاحظ إنغلز أن «الشباب يولون أهمية أكبر للجانب الاقتصادي أكثر مما يستحقّ». في حين أن المادية التاريخية قد وُصفت بأنها نظرية مادية في التاريخ، فإن ماركس لم يدّعِ أنه أنتج دليلًا سحريًا لفهم التاريخ وأن المفهوم المادي للتاريخ ليس «نظرية تاريخية-فلسفية لخط السير العام، يفرضها القدر على جميع الشعوب، رغمًا عن الظروف التاريخية التي يجدون أنفسهم فيها». في رسالة بعث بها إلى محرر الصحيفة الروسية حوليّات أرض الآباء (1877)، يوضّح ماركس أن أفكاره مبنية على دراسة عملية للظروف الواقعية في أوروبا.

سعيًا منه لتعزيز هذا الاتجاه في فهم قوى التاريخ، انتقد برابهات رانجان ساركار ما اعتبره أساسًا فكريًا ضيقًا لأفكار ماركس بخصوص التطور التاريخي. في كتابه الصادر في العام 1978، سقوط الرأسمالية والشيوعية، يشير رافي باترا إلى الفروقات الجوهرية في الاتجاهات الحتمية التاريخية لدى ساركار وماركس:
«اهتمام ساركار الرئيسي بالعنصر البشري هو ما يمنح نظريته خاصيتها الكونية. ولهذا السبب، في حين أن ماركس يرى التطور الاجتماعي محكومًا بشكل أساسي بالظروف الاقتصادية، فإن ساركار يرى هذه العملية مدفوعة بقوى متنوعة بتنوّع الزمان والمكان: أحيانًا وفقًا للقوة البدنية والمعنويات العالية، وأحيانًا أخرى وفقًا للفكر المطبّق على العقائد الجامدة، وأحيانًا أخرى للفكر المطبّق على تكديس رأس المال (الصفحة 38). يتلخّص الدفاع عن النظرية الساركارية في حقيقة مفادها أنه بخلاف العقائد الجامدة ذات السمعة السيئة الآن، فإنها نظرية لا تتبنى نقطة محددة إلى درجة إغفال العناصر الباقية: فهي مبنية على مجموع التجربة البشرية –على الطبيعة البشرية ككلّ. في حال اختيار عنصر واحد، مهما كانت أهميته أو جوهريته، وتبنّيه لتفسير الماضي برمّته وبالتالي المستقبل، فإن ذلك يؤدي بالضرورة إلى توليد الشك، وبعد التمحيص الدقيق، الرفض المطلق. ارتكب ماركس ذلك الخطأ، وإلى درجة ما توينبي كذلك. قدّم كلاهما هدفًا سهلًا لسهام المنتقدين، وكانت النتيجة هي اعتبار معظم مفكري اليوم الحتمية التاريخية فكرة مفلسة لا يمكن إعادة تبنّيها أبدًا».